# Europa Jupiter System Mission

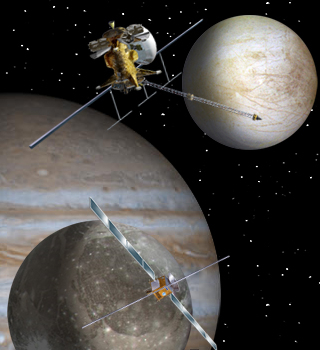
Umělecká představa mise Europa Jupiter System Mission – Jupiter Europa Orbiter (nahoře) nad měsícem Europa a Jupiter Ganymede Orbiter (dole) nad měsícem Ganymed

Europa Jupiter System Mission (EJSM) je plánovaná průzkumná mise dvou automatických sond k Jupiteru a jeho měsícům.Sondy mají hlavně zkoumat měsíce Io , Europa , Ganymed a Callisto a Jupiterovu magnetosféru. Mise je naplánována na rok 2020 a sondy mají k Jupiteru dorazit v roce 2026. Na misi se společně podílejí NASA, která má pro projekt postavit sondu Jupiter Europa Orbiter, a ESA, která připraví sondu Jupiter Ganymede Orbiter.
Současně je možné, že se do projektu připojí i japonská kosmická agentura JAXA se svým plánovaným modulem Jupiter Magnetospheric Orbiter.

## Cíle mise
Cílem mise je stanovit, zda Jupiterův systém splňuje podmínky pro obyvatelnost pro živé organismy se zaměřením na měsíce Europa a Ganymed. K dosažení tohoto cíle byly stanoveny úkoly:
- Zjistit vlastnosti podpovrchových oceánů.
- Průzkum ledového povrchu a podpovrchové vody.
- Průzkum hlubokých vnitřních struktur Ganymeda a jeho vnitřního magnetického pole.
- Porovnat exosféry, plazmová prostředí a interakce magnetosfér.
- Stanovit globální chemické složení povrchu měsíců.
- Porozumět formování povrchových útvarů, včetně míst s minulou či současnou aktivitou a vytipovat místa pro budoucí povrchový průzkum.